# Île Napoléon
Pour les articles homonymes, voir Napoléon (homonymie).
L'Île Napoléon est un lieu-dit situé dans la banlieue de Mulhouse et réparti sur les bans communaux de Sausheim, Illzach et Rixheim, en France.
À cet endroit se rejoignaient trois canaux :
- Le canal de Huningue, en direction de Niffer et Huningue ;
- Le canal du Rhône au Rhin, en direction de Strasbourg ;
- Le canal du Rhône au Rhin, en direction de Belfort et Saint-Symphorien-sur-Saône.

Au milieu de cet embranchement était présente une île circulaire, à la manière d'un carrefour giratoire. Le canal du Rhône au Rhin portant à l'origine le nom de canal Napoléon, cette île a été baptisée île Napoléon, donnant son nom à ce lieu-dit.
C'est sur cette île que le collaborateur Jean-Pierre Mourer est exécuté en 1947.

Cette île a été éliminée lors de la création du port autonome de Mulhouse en 1968. 

Île Napoléon avant et après destruction
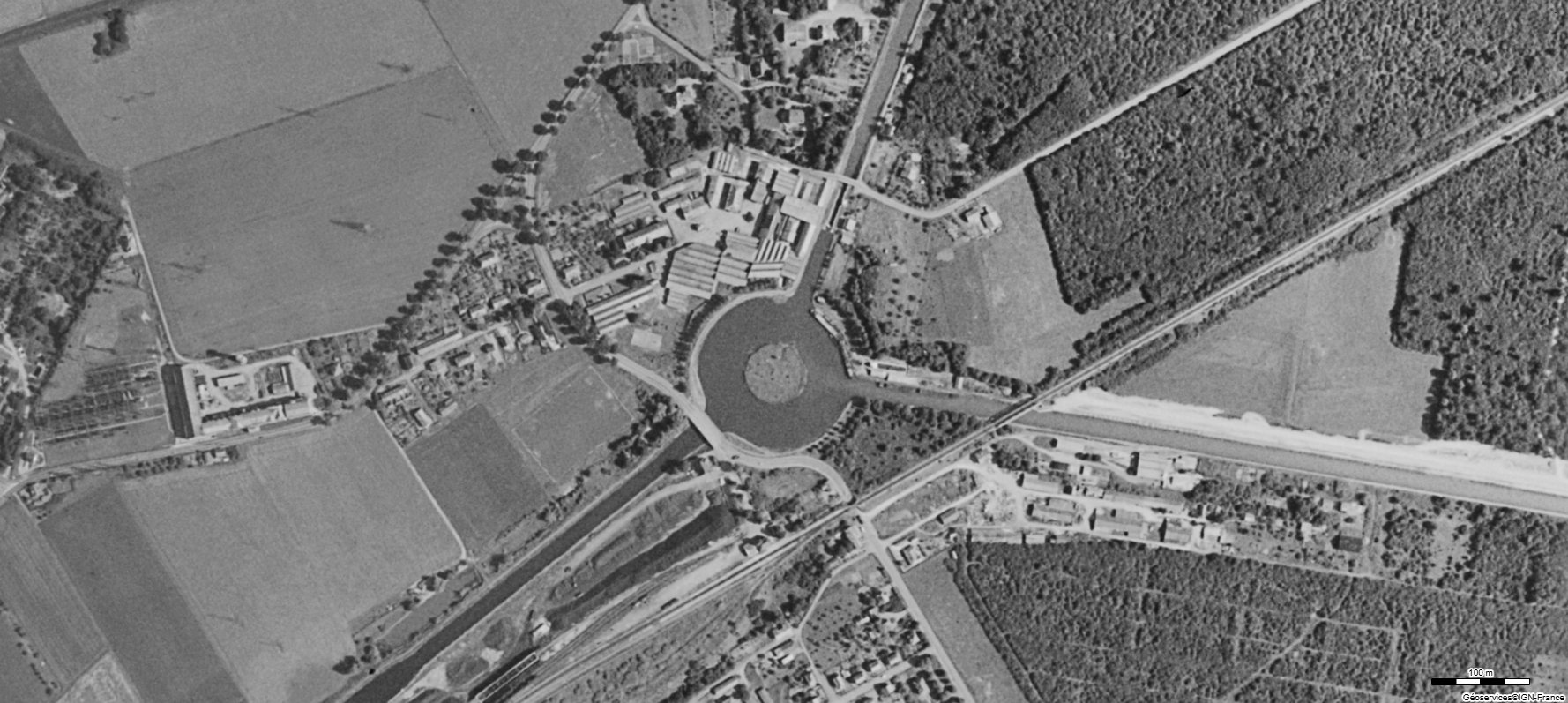
Île Napoléon entre 1950 et 1965
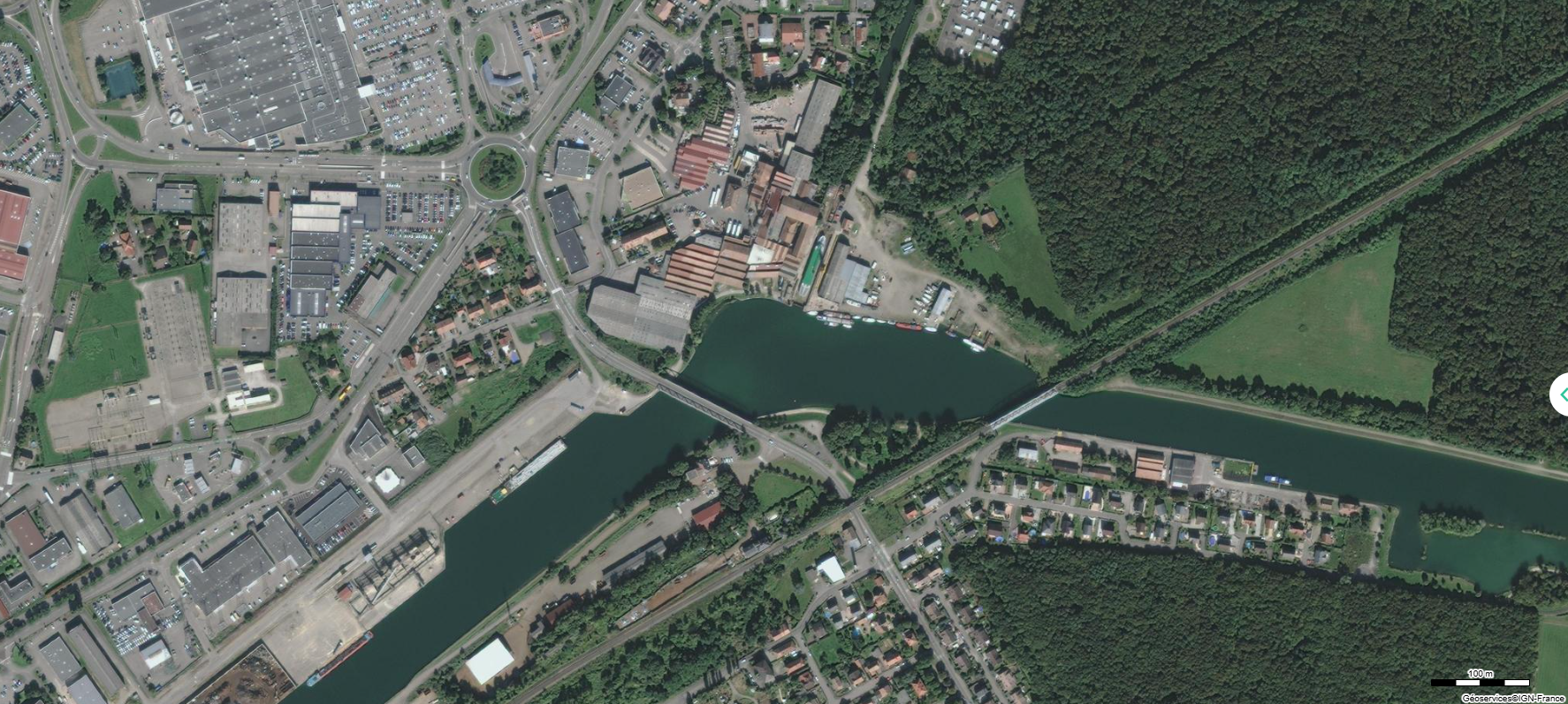
Île Napoléon entre 2006 et 2010

Le port est géré par la Chambre de commerce et d'industrie Sud Alsace Mulhouse jusqu'en 2021.
Le 29 juin 2021, la délégation de service public des Ports de Mulhouse-Rhin (ports de Huningue-Village-Neuf, d’Ottmarsheim et d’Ile Napoléon) ont signé une convention de délégation de service public avec Alsaceteam pour la gestion des sites. Alsaceteam est constitué de quatre sociétés. Swissterminal AG, une filiale de DP World, du Grand Port Maritime de Marseille et du Grand Port Fluvio-Maritime de l’axe Seine, Haropa Port.
Sur la branche du canal du Rhône au Rhin menant à Strasbourg une écluse est construite. Profitant de la chute d'eau, la papeterie Zuber-Rieder & Cie s'installe sur le site de l’Ile Napoléon.
Après le déclassement de la branche Mulhouse-Strasbourg du canal du Rhône au Rhin dans les années 1960, un chantier de construction et réparation navale installe une cale sèche sur la portion de canal située entre l'ancienne île et l'écluse désaffectée.
Quelques kilomètres à l'ouest PSA Peugeot Citroën a implanté sa grande usine alsacienne dans la commune de Sausheim. Un peu au nord, on y trouve le Centre Routier Autoport Sud-Alsace et Douanier ainsi que le Centre commercial Ile Napoléon, de plus de 30 000 m2.
Ce lieu-dit dispose d'une gare située sur la ligne de Mulhouse-Ville à Chalampé. Celle-ci n'est plus desservie et a été rachetée par un particulier en 1979. Sur cette même ligne se trouvait également l'embranchement conduisant au dépôt de locomotives d'Île-Napoléon gérant les locomotives à vapeur de vitesse de la gare de Mulhouse.